# Backstreet Boys
A Backstreet Boys egy Grammy-jelölt amerikai fiúegyüttes. Ők voltak Lou Pearlman menedzser első csapata. Hivatalosan 1993. április 20-án alakultak együttessé. 13 Top40-es daluk volt a Billboard Hot 100 ranglistán és több mint 130 millió albumot adtak el, ezzel ők lettek minden idők legnépszerűbb fiúegyüttese.
A csapat öt tagja: Nick Carter, Howie Dorough, Brian Littrell, A.J. McLean és Kevin Richardson. Kevin 2006. június 23-án elhagyta az együttest, majd 2012-ben ismét csatlakozott.

## Tagok
- Nick Carter
- Brian Littrell
- Howie Dorough
- A.J. McLean
- Kevin Richardson

## Kezdetek és nemzetközi sikerek (1993–1996)
Lou Pearlman a New Kids on the Block hatására elhatározta, hogy létrehozza a saját fiúbandáját. Hirdetések és meghallgatások sorozata után megtalálta  A. J. McLean-t, Howie Dorough-t, és Nick Carter-t, akik a meghallgatások alatt összebarátkoztak Két korábbi tag (Sam Licata és Charles Edwards) kilépése miatt Kevin Richardson is bekerült közéjük. Elhatározták, hogy az együttest egy Orlando-i bolhapiac után nevezik el. Az utolsó tag 1993. április 19-én került be, amikor Brian Littrell (Richardson unokatestvére) csatlakozott egy telefonos meghallgatás után.
Pearlman meghívta egy barátját, Bob Curiano-t, hogy írjon dalokat a fiúknak (ilyen volt a "Lover Boy" és a "Get Ready"). Az első koncertet 1993. július 8-án adták Orlando-ban. Európában nőni kezdett a népszerűségük, 1996-ban Németországban őket választották a legjobb külföldi együttesnek, az "I'll Never Break Your Heart" aranylemez lett ugyanitt. Ezzel ők lettek a legsikeresebb debütálók a világon.

## Áttörés az Egyesült Államokban (1997–2000)
1997-ben a popzene kezdett előtérbe kerülni az USA-ban. A Jive Lemezkiadó és Pearlman elhatározták, hogy visszahozzák a fiúkat hazájukba. Megkezdték a második albumuk (Backstreet's Back) felvételét 1997 januárjában, és kiadták a  "Quit Playing Games With My Heart"-ot júniusban. Egyik daluk, az "If you stay" a Booty Call (Potyázók a portán) c. filmben hangzott el 1997 januárjában. A második nemzetközi album kiadásával egy időben, kiadtak egy azonos című lemezt, amely mindkét albumról tartalmazott számokat. A lemez az USA-ban és több európai országban is első helyen debütált. Decemberben egy 20 országot érintő turnéba kezdtek.
Szintén ebben az évben beperelték Pearlmant, amiért a profit 75%-át felvette, és elhagyta a fiúkat, akiknek hitelt kellett felvenniük az írók és zenészek kifizetéséhez. A vád sikkasztást is tartalmazott. Az ügy 1998-ban zárult le.
1998-ban Littrell szívműtéten esett át veleszületett szívbetegsége miatt. Később egy fellépést is lemondtak, mivel Howie Dorough testvére meghalt. 1998 októberében megkapták Orlando város kulcsait a polgármestertől, hálából azért, hogy 250 ezer dollárt kerestek egy koncerttel a tornádó károsultjainak.
1999. február 27-én a "Backsreet Boys" gyémántlemez lett (10 millió eladott példány). Ekkoriban új menedzsmentet vettek fel. Többször beperelték Pearlmant, végül megvásárolták a részesedését az együttesben. 2000. november 21-én Black&Blue címmel megjelent negyedik albumuk is.

## Szünet és újrakezdés (2001–)
2001-től az együttes szünetet tartott és néhányan elkezdték építeni saját karrierjüket. Nick Carter "Now or Never" címmel adta ki első szólólemezét, melyen "rockosabb" hangzás dominált, míg Brian Littrell "Welcome Home" címmel adta ki keresztény pop albumát. 2005-ben alakultak újra és megjelentették a Never Gone-t, majd ismét stúdióba vonultak.
2007-ben újra feltűntek, azonban csak 4 taggal, mivel Kevin nem folytatta énekesi pályáját, állítása szerint azért, mert inkább családapai szerepére kívánt koncentrálni. Új albumuk "Unbreakable" címmel jelent meg 2007. október 30-án. A számok stílusában nagy változás volt észlelhető: kevesebb volt táncos-pörgős dal és előtérbe kerültek a lassúbb, érzékenyebb dalok. Brian Littrell így nyilatkozott: „Valószínűleg ez a legsokrétűbb album, amit valaha készítettünk és készíteni fogunk. Sokkal realisztikusabb, mint az előzőek, az életről szól, sokszor a veszteségekről, szerelemről és csalódásról.”
2009. október 6-án jelent meg "This is us" című albumuk, amellyel visszatértek a dance-pop stílushoz. Az albummal 2009-ben turnéra is indultak először Európában, majd Amerikában, nagy sikerrel.
Az év végén egy luxushajó utat szerveztek, mellyel lehetőséget adtak rajongóiknak, hogy személyesen eltölthessenek velük pár napot. Ezen az úton jelentették be, hogy összeállnak a New Kids on the Block együttessel egy közös turné erejéig. Közösen egy dalt is kiadtak 2011-ben. 2012-ben velük turnéztak Európában, Ausztráliában és Indonéziában, majd júliusban stúdióba vonultak, hogy felvegyék legújabb albumukat, ismét 5 taggal. Áprilisban jelentették be ugyanis, hogy Kevin visszatér a csapathoz.
2022 áprilisában bejelentették, hogy november 2-án Budapesten lépnek fel.

## Diszkográfia

### Nagylemezek
- Backstreet Boys (1996)
- Backstreet's Back (1997)
- Millennium (1999)
- Black & Blue (2000)
- Never Gone (2005)
- Unbreakable (2007)
- This Is Us (2009)
- In a World Like This (2013)
- DNA (2019)
- A Verry Backstreet Christmas (2022)

### Élő album
- A Night Out with the Backstreet Boys (1998)

### Válogatásalbumok
- Backstreet Boys (1997)
- The Hits – Chapter One (2001)
- The Essential Backstreet Boys (2013)

### Kislemezek
- We've Got It Goin' On (1995)
- I'll Never Break Your Heart (1995)
- Get Down (You're the One for Me) (1996)
- Quit Playing Games (with My Heart) (1996)
- Anywhere for You (1997)
- Everybody (Backstreet's Back) (1997)
- As Long as You Love Me (1997)
- All I Have to Give (1998)
- I Want It That Way (1999)
- Larger than Life (1999)
- Show Me the Meaning of Being Lonely (1999)
- The One (2000)
- Shape of My Heart (2000)
- Friends Never Say Goodbye (2000, közr. Elton John)
- The Call (2001)
- More than That (2001)
- Drowning (2001)
- Incomplete (2005)
- Just Want You to Know (2005)
- Crawling Back to You (2005)
- I Still... (2006)
- Inconsolable (2007)
- Helpless When She Smiles (2007)
- Straight Through My Heart (2009)
- Bigger (2009)
- Don't Turn Out the Lights (2011, közr. New Kids on the Block)
- It's Christmas Time Again (2012)
- In a World like This (2013)
- Show 'Em (What You're Made Of) (2013)
- God, Your Mama, and Me (2017, közr. Florida Georgia Line)
- Don't Go Breaking My Heart (2018)
- Chances (2018)
- No place (2019)

## Fordítás
- Ez a szócikk részben vagy egészben  a   Backstreet Boys című angol Wikipédia-szócikk fordításán alapul.  Az eredeti cikk szerkesztőit annak laptörténete sorolja fel. Ez a jelzés csupán a megfogalmazás eredetét és a szerzői jogokat jelzi, nem szolgál a cikkben szereplő információk forrásmegjelöléseként.